# Tortura
Tortura ili mučenje (zlostavljanje) jeste postupanje učinjeno sa namerom da se nekoj osobi nanese bol, teška fizička patnja, ili teška psihička patnja u cilju dobijanja obaveštenja, priznanja ili kažnjavanja za delo za koje je ta osoba osumnjičena. Takođe, tortura se može vršiti i u cilju zastrašivanja ili vršenje pritiska na osobu ili neko treće lice i iz neke druge pobude (kao što je na primer mržnja ili pakost) zasnovane na bilo kakvom obliku diskriminacije (etnička ili verska pripadnost, pol, itd.). Tortura ne uključuje bol ili patnju koji potiču isključivo od pravosnažnih sankcija, koji su neodvojivi deo njih ili predstavljaju njihov slučajni element. Tortura, po definiciji je svestan i namerni čin; dela koja nesvesno ili iz nehata nanose patnju ili bol, bez posebne namere da se to učini, obično se ne smatraju mučenjem.
Mučenje su vršili ili sankcionisali pojedinci, grupe i države tokom istorije od antičkih vremena do današnjih dana, a oblici mučenja mogu u velikoj meri varirati u trajanju od samo nekoliko minuta do nekoliko dana ili duže. Razlozi mučenja mogu uključivati kažnjavanje, osvetu, iznudu, ubeđivanje, političku indoktrinaciju, odvraćanje, prinudu žrtve ili treće strane, ispitivanje radi izvlačenja informacija ili priznanja, bez obzira da li su netačna, ili jednostavno sadističko zadovoljenje mučitelja ili posmatrača mučenja. Alternativno, neki oblici mučenja dizajnirani su da nanesu psihološki bol ili ostave što manje fizičkih povreda ili dokaza dok se postiže ista psihološka devastacija. Mučitelj može ili ne mora da ubije ili povredi žrtvu, ali mučenje može da rezultira namernom smrću i da služi kao oblik smrtne kazne. U zavisnosti od cilja, čak i oblik mučenja koji je namerno fatalan može se produžiti kako bi se žrtva prisilila da pati što je duže moguće (poput poluvešanja). U drugim slučajevima, mučitelj može biti ravnodušan prema stanju žrtve.

## Definicije
Mučenje se definiše kao namerno nanošenje teškog bola ili patnje nekome pod kontrolom počinioca. Tretman mora biti nametnut sa specifičnom svrhom, kao što je kažnjavanje i primoravanje žrtve da prizna ili pruži informacije. Definicija koju je dala Konvencija Ujedinjenih nacija protiv torture razmatra samo mučenje koje sprovodi država. Većina pravnih sistema uključuje agente koji deluju u ime države, a neke definicije dodaju nedržavne naoružane grupe, organizovani kriminal ili privatne osobe koje rade u ustanovama koje nadgleda država (kao što su bolnice). Najopširnije definicije obuhvataju svakoga kao potencijalnog počinioca. Granica težine na kojoj se tretman može klasifikovati kao tortura je najkontroverzniji aspekt njegove definicije; tumačenje torture se vremenom proširilo. Drugi pristup, koji preferiraju naučnici kao što su Manfred Novak i Malkolm Evans, razlikuje mučenje od drugih oblika okrutnog, nehumanog ili ponižavajućeg postupanja uzimajući u obzir samo svrhu mučitelja, a ne ozbiljnost. Druge definicije, kao što je ona u Interameričkoj konvenciji za sprečavanje i kažnjavanje torture, fokusiraju se na cilj mučitelja „da uništi ličnost žrtve“.

## Apsolutna zabrana torture
Tortura predstavlja ozbiljno kršenje ljudskih prava i u većini zemalja je zakonom zabranjena i kažnjiva. Ipak, u praksi su česti slučajevi torture od strane državnih organa koji se najčešće pravdaju potrebom da se prikupe važne informacije. Ne postoji situacija ili okolnost koja opravdava torturu. Otkrivanje počinioca krivičnog dela, naredba pretpostavljenog, ugrožavanje državne bezbednosti, očuvanje javnog reda i mira, rat, vanredno stanje i slični navodi ne mogu se koristiti kao izgovor ili opravdanje za torturu.

## Vršioci torture
Prema Konvenciji Ujedinjenih nacija protiv torture i drugih surovih, neljudskih ili ponižavajućih kazni i postupaka ,, torturu vrši službeno lice. Tortura postoji onda kada je vrši službeno lice neposredno u toku vršenja službe ili kada se vrši uz izričit ili prećutni pristanak službenog lica ili kada ono podstiče na vršenje torture.
Službeno lice je lice zaposleno u državnom organu koje vrši službene dužnosti ili lice zaposleno u nekoj ustanovi kojoj je povereno vršenje javnih ovlašćenja (npr. zatvor, psihijatrijska ustanova).
Najčešći prijavljeni slučajevi torture jesu počinjeni od strane policije prilikom saslušanja, u toku trajanja istražnog pritvora ili od strane zatvorskog osoblja tokom boravka u zatvorima na odsluženju kazne, kao i za vreme rata nad ratnim zarobljenicima.
U našem pravu je kažnjivo zlostavljanje i mučenje i onda kada ga vrši bilo koje lice, a ne samo službeno lice.

## Način vršenja tortura
Postoje različite metode kojima se nanosi bol ili fizička i psihička patnja, a koje možemo označiti kao torturu. Ne postoji utvrđena i konačna lista radnji kojima se vrši zlostavljanje i mučenje, ali neki od zabeleženih primera torture u policijskim stanicama i zatvorima su:
- udaranje po dlanovima
- batinanje po tabanima tzv. „falanga“
- šamaranje, pesničenje, šutiranje, udaranje palicama
- vezivanje lisicama za radijatore
- uskraćivanje sna na duže vreme
- uskraćivanje vode ceo dan
- gašenje cigareta po telu
- prinuda da se bude u određenim položajima
- lomljenje prstiju
- ponižavanje

Tortura u psihijatrijskim bolnicama i ustanovama se javlja najčešće kao oblik prevaspitanja, tj. sankcionisanja nekog oblika ponašanja. Kažnjavanje se vrši hemijskom (npr. kažnjavanje davanjem sedativa) ili fizičkom fiksacijom (vezivanje) pacijenata, neretko i putem obe fiksacije istovremeno.
Uprkos Ženevskim konvencijama, najteži oblici torture su zabeleženi nad ratnim zarobljenicima i civilima u vojnim zatvorima i logorima tokom ratnih sukoba. Neki od primera koji sadrže aktivnu sadističku komponentu su:
- gušenje, vezanje i zatezanje konopcima
- uranjanje u vodu
- vešanje za udove
- opekotine cigaretama, otvorenim plamenom ili ključalom vodom
- odsecanje delova tela
- prisilno vađenje zuba
- bacanje sa visine
- silovanje[22]

## Povrede i posledice torture
Kao što postoje brojne metode zlostavljanja i mučenja, tako i povrede koje nastanu mogu biti različite:
- fizičke povrede — prelomi kostiju, rane, opekotine, razderotine, masnice, itd.
- psihičke povrede — izazivanje razdražljivosti, uznemirenosti, napetosti, straha, poremećaja sna, posttraumatski stresni poremećaj itd.

Tortura ne ostavlja posledice samo na osobu koja je bila izložena zlostavljanju, već i na njegovu porodicu i bližu okolinu.

## Pojave slične torturi
Neće postojati tortura ako su bol ili patnja nastupili usled primene zakonitih sankcija.
Tako npr. u određenim, zakonom predviđenim situacijama policija ima ovlašćenje da primeni sredstva prinude koji mogu izazvati bol ili patnju (fizička snaga, vezivanje lisicama, upotreba gumene palice itd.) ali samo ako je primena tih sredstava odmerena, srazmerna opasnosti koja preti i u skladu sa zakonom.
Mogu postojati situacije slične torturi koje ne spadaju u torturu jer nisu ispunjeni uslovi u pogledu namere da se prouzrokuje bol ili patnja ili su bol i patnja slabijeg intenziteta ili je cilj takvog postupanja bio drugačiji. Tada postupanje službenih lica najčešće neće biti tortura, ali može biti neko drugo kažnjivo delo – nanošenje lakih ili teških telesnih povreda, protivpravno lišavanje slobode, diskriminacija, iznuđivanje iskaza, zloupotreba službenog položaja, itd.

## Literatura
- Campagna, Norbert; Delia, Luigi; Garnot, Benoît , La Torture, de quels droits? Une pratique de pouvoir (XVIe-XXIe siècle). 2014. ISBN 978-2-84952-710-8.. Paris: Éditions Imago.
- Cobain, Ian (2012). Cruel Britannia: A Secret History of Torture. London: Portobello Books. ISBN 978-1-846-27333-9.
- Conroy, John (2001). Unspeakable Acts, Ordinary People: The Dynamics of Torture. California: University of California Press. ISBN 978-0-520-23039-2.
- Helbing, Franz: Die Torture. Geschichte der Folter im Kriminalverfahren aller Zeiten und Völker. Völlig neubearbeitet und ergänzt von Max Bauer, Berlin 1926 (Nachdruck Scientia-Verlag, Aalen 1973).
- Levinson, Sanford (2006). Torture: A Collection. Oxford University Press, USA. ISBN 978-0-19-530646-0.
- Maran, Rita (1989). Torture: The Role of Ideology in the French–Algerian War. New York, NY: Praeger.
- Parry, John T (2010). Understanding Torture: Law, Violence, and Political Identity. Ann Arbor. ISBN 978-0-472-05077-2.. MI: University of Michigan Press..
- Peters, Edward, Torture, University of Pennsylvania Press, 1996.
- Reddy, Peter (2005). Torture: What You Need to Know. Ginninderra Press. ISBN 1-74027-322-2.. Canberra, Australia.
- Rejali, D. M. (1994). Torture & Modernity: Self, Society, and State in Modern Iran. Boulder: Westview Press.
- Scarry, Elaine (1985). The body in pain the making and unmaking of the world. Oxford [Oxfordshire]: Oxford University Press. ISBN 978-0-19-504996-1.
- Schmid, Alex P.; Crelinsten, Ronald D. (1994). The politics of pain: torturers and their masters. Boulder, Colo: Westview Press. ISBN 978-0-8133-2527-9.
- Sumanatilake, P. Saliya (2015). Why Do They Torture? A Study on Man's Cruelty. Colombo, Sri Lanka: Stamford Lake (Pvt.) Ltd. ISBN 978-955-658-406-6.
- Vreeland, James Raymond (2008). Political Institutions and Human Rights: Why Dictatorships enter into the United Nations Convention Against Torture. 62. International Organization. стр. 65—101.
- Waldron, Jeremy; Colin Dayan (2007). The Story of Cruel and Unusual (Boston Review Books). Cambridge, Mass: MIT Press. ISBN 978-0-262-04239-0.
- Bromwich, David (2015). „Working the Dark Side”. London Review of Books. 37 (1): 15—16.
- Danner, Mark (2015). „Our New Politics of Torture”. The New York Review of Books. 62 (1).
- Wantchekon, L.; A. Healy (1999). „The 'Game' of Torture” (PDF). Journal of Conflict Resolution. 43 (5): 596—609. S2CID 51347078. doi:10.1177/0022002799043005003.
- McCoy, Alfred (2014). „How to Read the Senate Report on CIA Torture”. History News Network.

## Spoljašnje veze
- -{„Atlas of Torture”. Архивирано на веб-сајту  (26. јануар 2019) – Overview of the situation of torture and ill-treatment around the world (by the Ludwig Boltzmann Institute of Human Rights (BIM) in Vienna, Austria)v